# 達岑基夫卡
50°40′25″N 34°37′14″E / 50.67361°N 34.62056°E
達岑基夫卡（羅馬化：Datsenkivka）是位於烏克蘭東北部的村莊，由蘇梅州蘇梅區的列别金市镇負責管轄。該村處於沃羅日巴河畔，海拔高度189米，2001年該村落人口177。